# Parlement van India
Het parlement van India is het hoogste wetgevende orgaan in India. Het werd opgericht in 1921. Het Parlement bezit parlementaire soevereiniteit en heeft daarmee de macht over alle andere politieke organen in India. Het parlement bestaat uit de president van India en twee kamers - Lok Sabha (Huis van het Volk) en Rajya Sabha (Raad van Staten). De president heeft de macht om beide kamers bijeen te roepen en te sluiten en om de Lok Sabha te ontbinden.
Het parlement van India is bicameraal; Rajya Sibha is het hogerhuis en Lok Sabha het lagerhuis. De twee kamers ontmoeten elkaar in gescheiden kamers in het Sansad Bhavan in New Delhi. Degenen die verkozen zijn of aangewezen zijn door de president voor om het even welke kamer noemt men parlementsleden. De parlementsleden van Lok Sabha worden rechtstreeks verkozen door het Indiase volk en de parlementsleden van Rajya Sabha worden verkozen door de leden van de Wetgevende Staatsvergaderingen, overeenkomstig met de evenredige vertegenwoordiging. Het parlement bestaat uit 790 parlementsleden: 245 van Rajya Sabha en 545 van Lok Sabha. Deze leden dienen de grootste democratie in de wereld; 714 miljoen Indiërs hadden zich ingeschreven om te gaan stemmen voor de verkiezingen van 2009.
In het Indiase parlement wordt simultaan getolkt tussen Engels en Hindi, en ook een twintigtal regionale talen. 